# Religia w Nikaragui

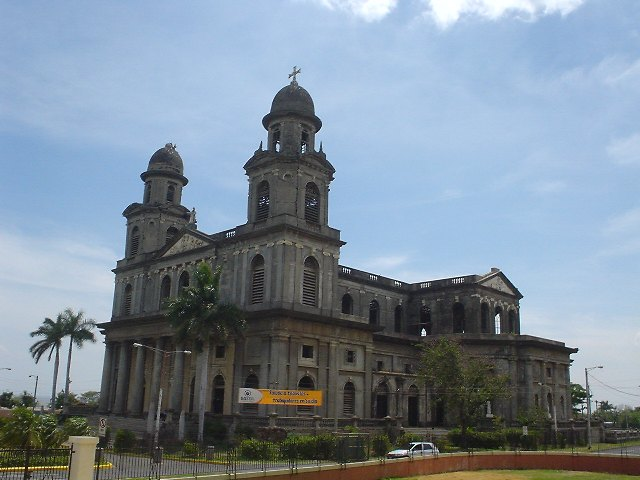
Stara Katedra w Managui

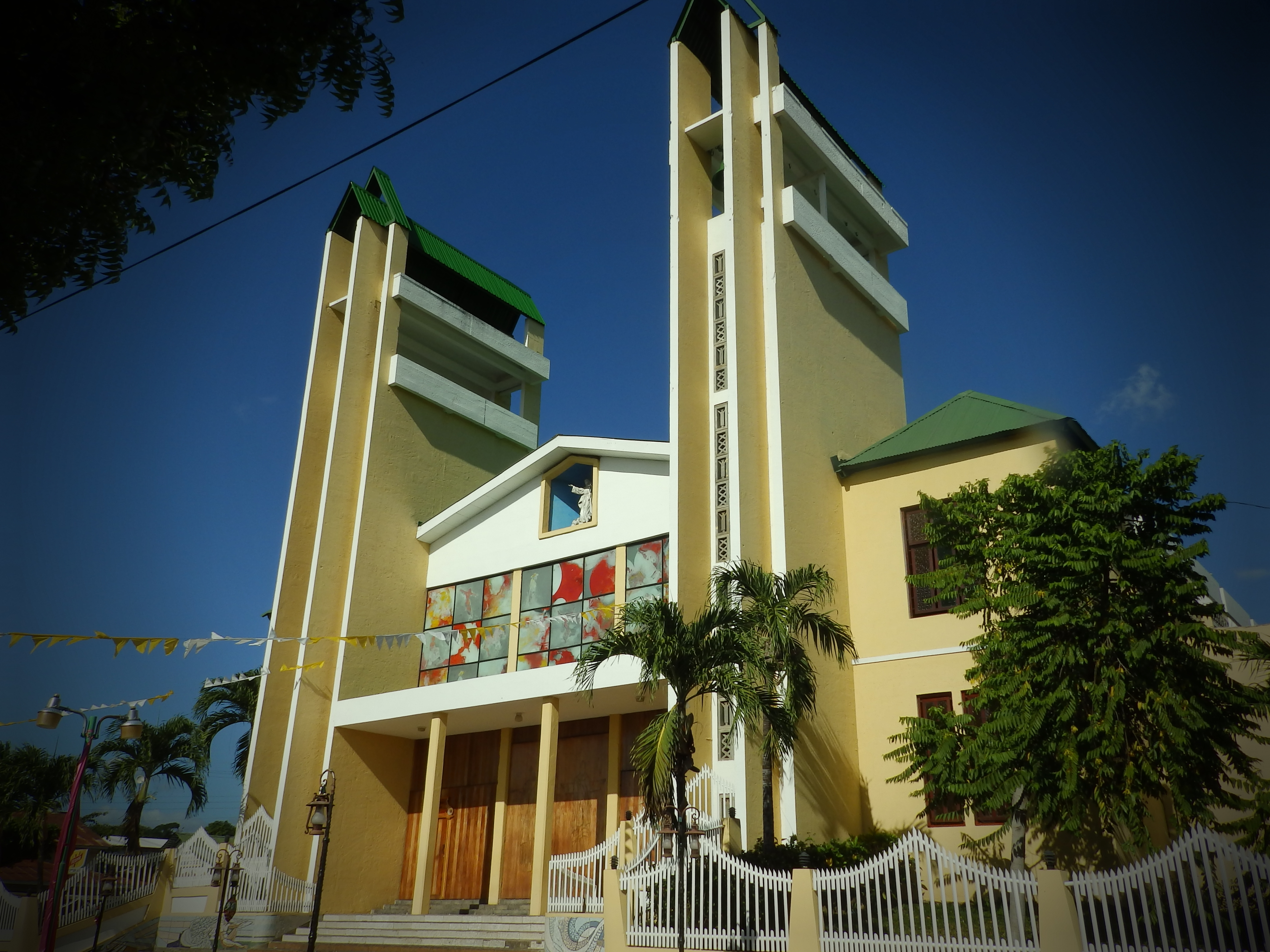
Katedra Matki Boskiej Wniebowziętej w Juigalpa

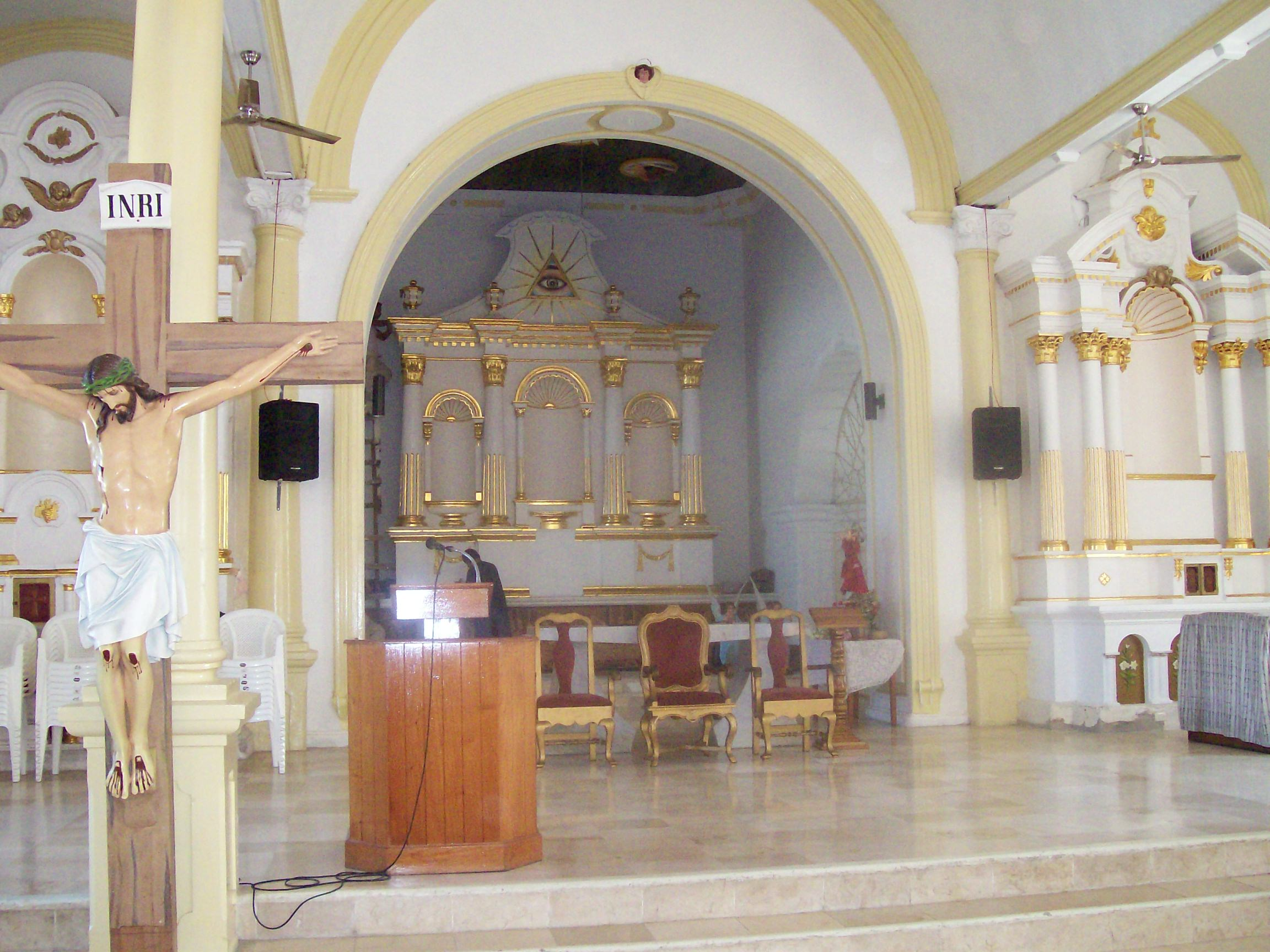
Wnętrze kościoła katolickiego w Boaco

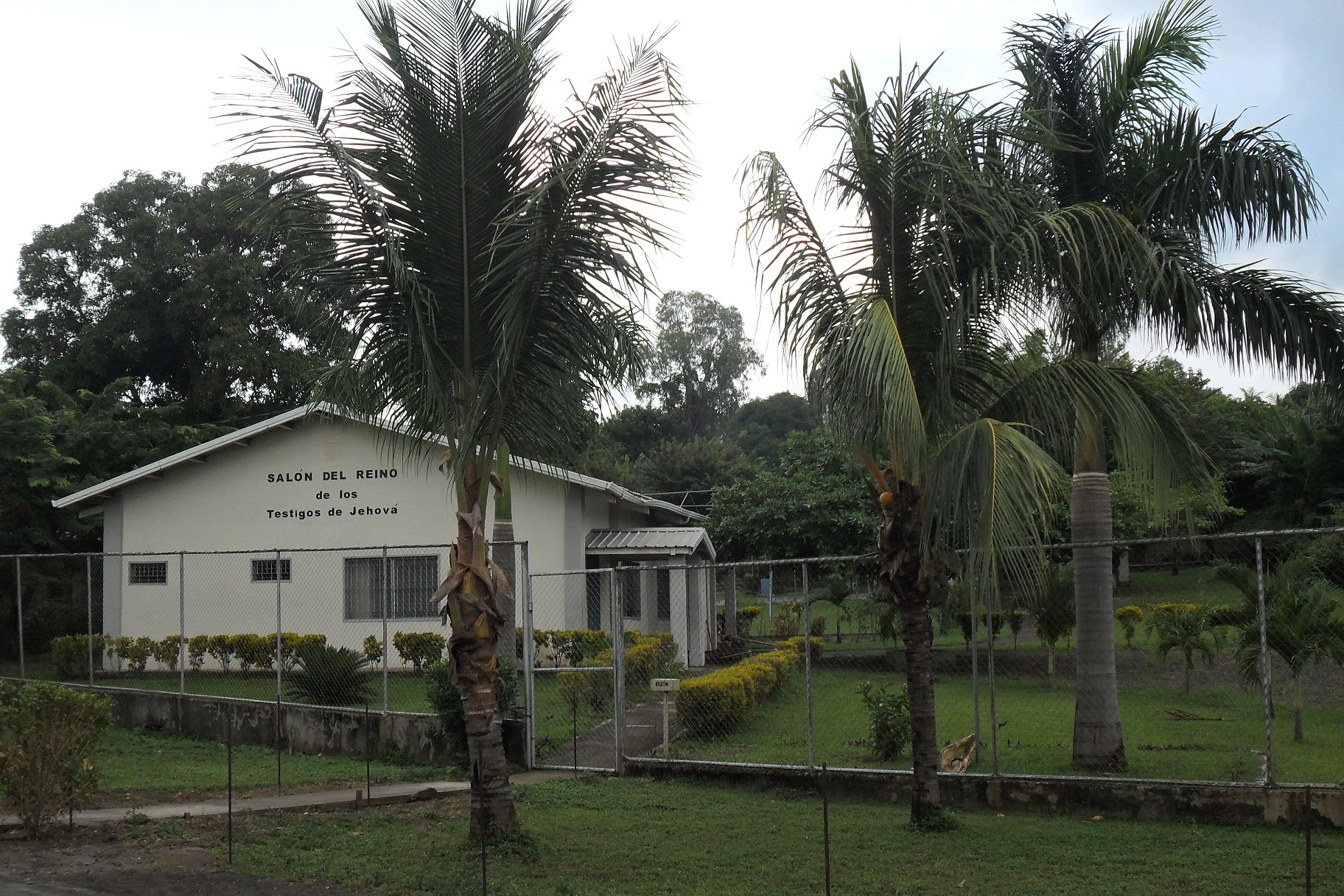
Sala Królestwa Świadków Jehowy w Omotepe

Religia w Nikaragui – kraju liczącym ok. 6,5 mln mieszkańców, od stuleci zdominowana jest przez chrześcijaństwo, z jego głównym nurtem katolicyzmem.
W ostatnich dziesięcioleciach odsetek wyznawców Kościoła katolickiego zmniejszył się głównie na rzecz kościołów protestanckich (w większości zielonoświątkowych). Wzrósł także odsetek osób bez religii, jak i marginalnych grup chrześcijańskich, takich jak Świadkowie Jehowy czy mormoni.

## Historia
Pierwszy kościół rzymskokatolicki został założony w Granadzie w 1524 roku przez franciszkanów, ale większość pracy misyjnej w okresie kolonialnym wykonali jezuici.
Anglikańska działalność misyjna we wschodniej Nikaragui rozpoczęła się w latach sześćdziesiątych XVII wieku, chociaż wpływy anglikańskie były obecne już w latach dwudziestych XVI wieku wśród rozproszonych brytyjskich osad handlowych i obozów dziennych na brzegu Miskito. W 1849 roku do Bluefields na misję przybyli Zjednoczeni Braci Niemieccy (Kościół Morawski). Jamajscy baptyści działali na Kornwalii w Nikaragui w latach 50. XIX wieku, a anglikanie wznowili wysiłki na brzegu Miskito w latach 80. XIX wieku. Kolejne misje przybywały w XX wieku, jednak do lat sześćdziesiątych protestanci nie zdobyli wielu wyznawców.

## Przynależność religijna
Ankieta przeprowadzona w czerwcu 2017, według M&R Consultants szacuje, że 46% populacji było katolikami i 33% ewangelikalnymi protestantami. 14% stanowiły osoby bez przynależności religijnej. Pozostałe religie stanowiły razem mniej niż 4% populacji i byli to: Świadkowie Jehowy, mormoni, Morawski Kościół Luterański, żydzi i muzułmanie. Morawski Kościół Luterański jest w dużej mierze skoncentrowany na północy kraju i w regionach autonomicznych południowego wybrzeża Karaibów. Większość jego członków ma pochodzenie tubylcze lub afro-karaibskie.

## Wolność wyznania
Konstytucja zabrania dyskryminacji ze względu na religię oraz przewiduje wolność wyznania, religii i kultu. Mimo to w kraju od wielu lat trwają represje sił porządkowych wobec Kościoła katolickiego. Komisja Praw Człowieka (IACHR) w r. 2018 zgłosiła „poważne naruszenia praw człowieka w kontekście protestów społecznych w Nikaragui”. 13 lipca 2018 policja zabiła co najmniej dwóch studentów i raniła 10 innych w 15-godzinnym ataku na kościół rzymskokatolicki w Managui, który dawał schronienie dla protestujących studentów z pobliskiego kampusu uniwersyteckiego. Represje te znacznie się nasiliły w latach 20. XXI w.

### Prześladowania Kościoła katolickiego
Kościół katolicki w Nikaragui jest poddawany przeróżnym represjom. Stosunki między Kościołem katolickim a prezydentem Ortegą, które nigdy nie były bliskie, zostały definitywnie zerwane w lipcu 2018 r. W roku 2022 Kościół w Nikaragui znalazł się wśród najbardziej prześladowanych wspólnot katolickich na świecie. Sandinistyczny lewicowy reżim Daniela Ortegi, rządzący w Nikaragui nieprzerwanie od 2007 roku, podejmuje działania wymierzone w biskupów, księży, katechetów, a także siostry zakonne. Policja wysyła wielu biskupom i księżom groźby, nie kryjąc planów ich zabicia. Przyczyną jest fakt, że Kościół krytykuje łamanie praw człowieka oraz wzywa do przestrzegania demokracji i swobód obywatelskich. 23 kwietnia 2019 r. na polecenie papieża Franciszka bp Silvio Báez musiał opuścić kraj ze względu na zagrożenie życia ze strony służb rządowych.
Działania przeciwko Kościołowi katolickiemu trwają od wielu lat, a nasiliły się szczególnie w roku 2022.
- 6 marca 2022 został wydalony z Nikaragui nuncjusz apostolski, abp. Waldemar Stanisław Sommertag (Polak)[10].
- 24 maja 2022 władze zamknęły stację telewizyjną „Canal 51", która należała do Konferencji Episkopatu Nikaragui[11].
- 28 czerwca 2022 rząd Nikaragui nakazał zamknięcie dzieł charytatywnych sióstr Misjonarek Miłości św. Matki Teresy z Kalkuty, zaś 18 sióstr zostało wydalonych z kraju. Prowadzone przez nie w trzech miastach Nikaragui żłobki, przedszkola, jadłodajnie, sierocińce i domy dla osób starszych zostały zarekwirowane przez władze[12][13].
- 1 sierpnia 2022 zostało zamkniętych 6 katolickich rozgłośni radiowych. W ciągu poprzednich 3 miesięcy rząd zakazał też nadawania trzem katolickim kanałom telewizyjnym[7].
- 3 sierpnia 2022 bp Rolando Álvarez wraz z pięcioma księżmi i sześcioma osobami świeckimi został osadzony w areszcie domowym na terenie kurii diecezjalnej[14].
- 12 sierpnia 2022 Watykan na sesji nadzwyczajnej Organizacji Państw Amerykańskich wyraził zaniepokojenie napięciem między rządem a Kościołem katolickim w Nikaragui. Na sesji zatwierdzono rezolucję potępiającą rząd Ortegi ze względu na „przymusowe zamykanie organizacji pozarządowych oraz nękanie i arbitralne ograniczenia nałożone na organizacje religijne i krytyczne wobec rządu”[10].
- 19 sierpnia 2022, po dwóch tygodniach aresztu domowego, policja uprowadziła biskupa Rolando Álvareza z Matagalpy[14][15].

## Mormoni
Kościół Jezusa Chrystusa Świętych w Dniach Ostatnich rozpoczął pracę misyjną w 1953 roku i w 2020 roku twierdzi, że posiada 100 331 wyznawców (1,55% populacji) w 112 zgromadzeniach.

## Świadkowie Jehowy
Świadkowie Jehowy działalność kaznodziejską w Nikaragui rozpoczęli w 1934 roku, w 1945 roku przybyli ich pierwsi misjonarze. W roku 2022 liczyli 29 326 głosicieli, należących do 471 zborów.